# Сакробоско, Иоанн
Иоанн Сакробоско (лат. Johannes de Sacrobosco, англ. John of Holywood, ок. 1195 — ок. 1256) — средневековый математик и астроном. Получил образование в Оксфорде. С 1221 года преподавал в Сорбонне.

## Трактат о сфере

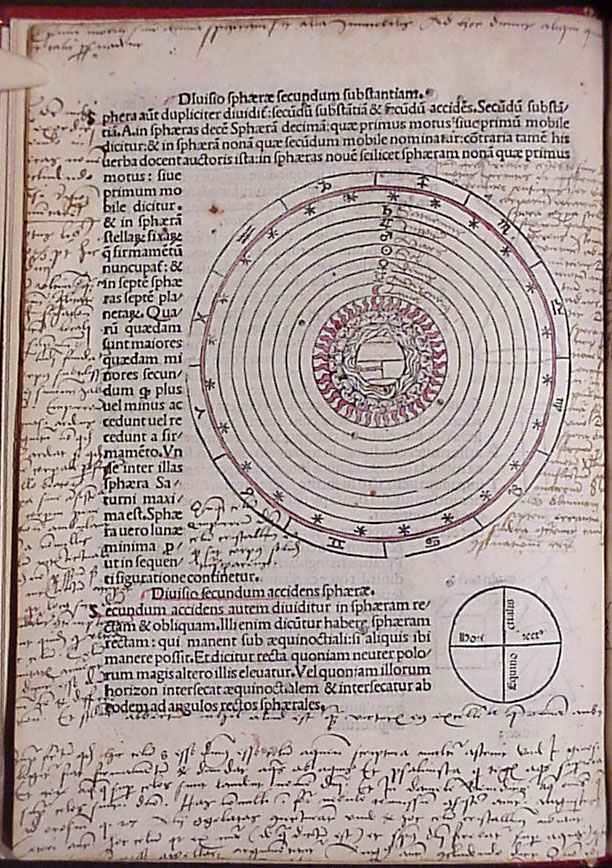
Страница Трактата о сфере

В «Трактате о сфере» (Tractatus de sphaera, ок. 1230) Сакробоско излагает основы сферической геометрии и геоцентрической системы мира, следуя Клавдию Птолемею и его арабским комментаторам: Сабит ибн Курра, аль-Бируни, аль-Урди и аль-Фергани. По этому трактату изучалась астрономия во всех европейских университетах в течение следующих четырёх столетий.
В I части приводятся доводы в пользу того, что Земля и Вселенная имеют сферическую форму, обсуждается различие между подлунным и надлунным миром, и описывается порядок небесных сфер. Сакробоско указывает охват Земли в 252000 стадиев — результат, принадлежащий Эратосфену, и описывает, как с помощью астролябии может быть измерен 1° земного меридиана. Во II части определяются различные небесные круги: экватор, эклиптика и пояс зодиака, меридиан, горизонт, тропики, полярные круги, колюры равноденствий и солнцестояний. Здесь же обсуждаются пять климатических зон на Земле. В III части рассматриваются восходы и закаты созвездий, описывается годовое движение Солнца, обсуждается зависимость продолжительности дня от времени года в разных климатических зонах. В IV части рассматривается птолемеева система движения планет по трём кругам: экванту, деференту и эпициклу; объясняется механизм солнечных и лунных затмений.

## Другие сочинения

### «Алгоритм»
В трактате «Алгоритм» (Algorismus de integris) Сакробоско излагает основы индийско-арабской нумерации и арифметики. Здесь рассматриваются операции сложения, вычитания, нахождения среднего, удвоения, умножения, деления, суммирования арифметических прогрессий, извлечения квадратного и кубического корня.

### «Об отношении лет»
В трактате «Об отношении лет» (De anni ratione, 1235) Сакробоско предлагает ввести в Юлианский календарь поправку, состоящую в отнятии одного дня в 288 лет.

### «Трактат о квадранте»
В «Трактате о квадранте» (Tractatus de quadrante) описано устройство и применение квадранта — астрономического инструмента для определения времени, который принято называть старым квадрантом (quadrans vetus), чтобы отличать его от нового квадранта.

## Первый в истории перевод научной книги на народный язык
Книга Хаука (первые годы XIV века) содержит перевод ряда научных текстов с латинского на исландский язык, в частности руководства по арифметике Иоанна Сакробоско. Также в Книге Хаука содержатся переводы фрагментов из Фибоначчи и Александра де Вилла Деи. Возможно это было первым случаем перевода научного текста на разговорный язык Средневековой Западной Европы.

## Память
В 1935 г. Международный астрономический союз присвоил имя Сакробоско кратеру на видимой стороне Луны.